# Arik Air
Arik Air — авиакомпания Нигерии со штаб-квартирой в Икедже (штат Лагос), работающая в сфере регулярных пассажирских перевозок на внутренних маршрутах страны и за её пределами. Имеет статус национального авиаперевозчика Сьерра-Леоне. Портом приписки авиакомпании и её главным транзитным узлом (хабом) является международный аэропорт имени Мурталы Мохаммеда в Лагосе, ещё один хаб перевозчика находится в международном аэропорту имени Ннамди Азикиве (Абуджа).

## История
Arik Air была основана в 2002 году.
3 апреля 2006 года авиакомпания получила в собственности объекты инфраструктуры аэропорта Лагос реорганизованной три года назад компании Nigeria Airways. 14 июня того же года Arik Air приобрела два новых лайнера Bombardier CRJ-900 для выполнения рейсов по внутренним маршрутам (а с осени 2006 года — и по международным направлениям), два самолёта Boeing 737—300 у авиакомпании United Airlines и три пятидесятиместных судна Bombardier CRJ-200. 30 октября 2006 года Arik Air открыла регулярные пассажирские рейсы между Лагосом и Абуджой на самолётах CRJ-900. 15 ноября того же года авиакомпания ввела регулярный рейс между Бенин-Сити и Энугу.
Авиакомпания полностью принадлежит инвестиционному холдингу Нигерии «Ojemai Investments».
В 2007 году Allied Air прошла процедуру перерегистрации в Управлении гражданской авиации Нигерии (NCAA), удовлетворив тем самым требования государственного органа о необходимости рекапитализации и повторной регистрации всех нигерийских авиакомпаний до 30 апреля 2007 года.
4 апреля 2008 года Arik Air получила от Министерства транспорта США разрешение на осуществление полётов в аэропорты Соединённых Штатов Америки.
6 августа 2010 года компания перевезла пятимиллионого пассажира на маршруте между Йоханнесбургом и Лагосом.

## Маршрутная сеть

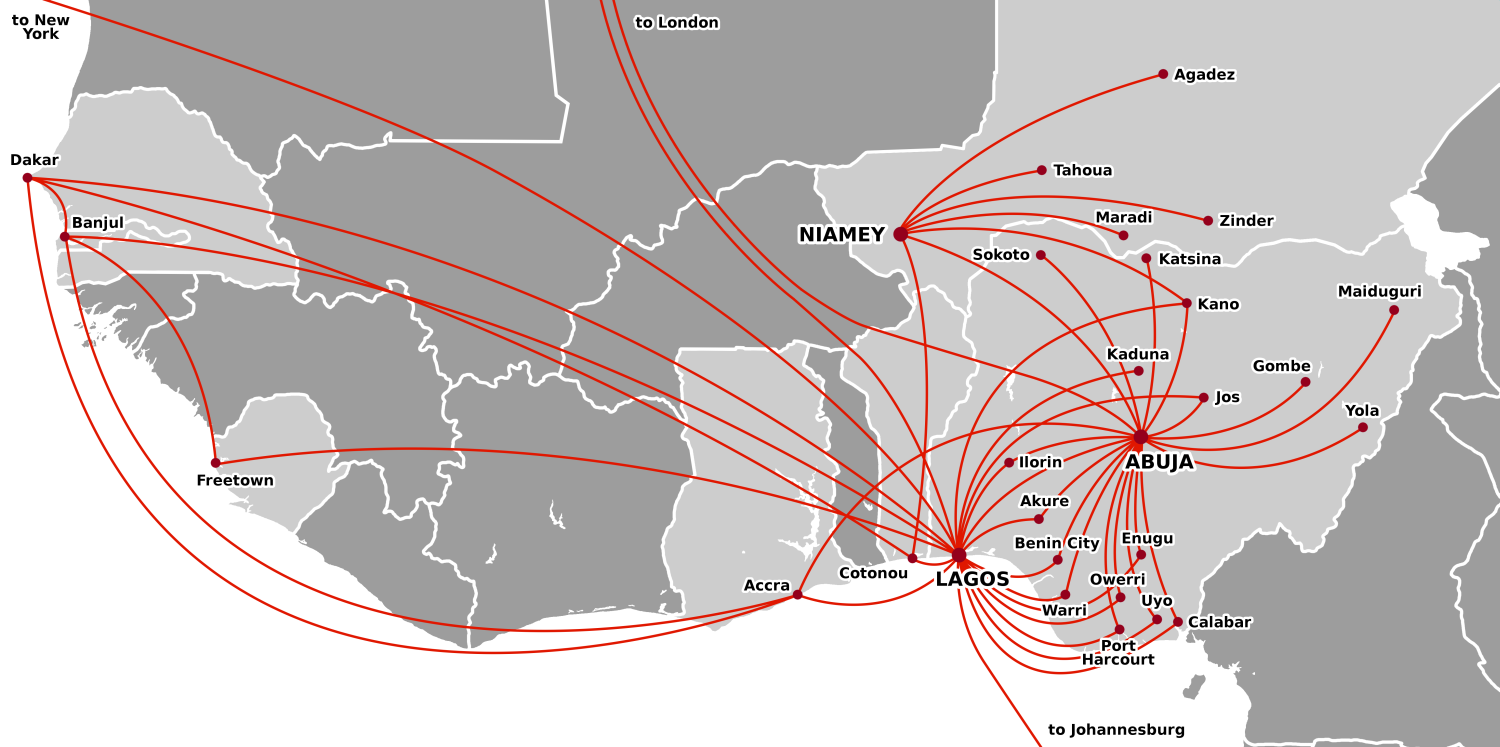
Карта маршрутной сети регулярных направлений авиакомпании Arik Air по состоянию на 9 декабря 2009 года

В августе 2006 года Федеральное министерство авиации страны выдало Arik Air разрешение на регулярные маршруты из Нигерии в Тринидад и Тобаго, Амстердам, Лондон и Мадрид. Кроме того, авиакомпания планирует открыть регулярные пассажирские рейсы в Атланту, Майами и Хьюстон в США и Бирмингем в Великобритании.
15 декабря 2009 года Arik Air запустила регулярный маршрут из Лагоса в лондонский аэропорт Хитроу на широкофюзеляжном лайнере Airbus A340-500. 1 июня следующего года стартовал маршрут в международный аэропорт Йоханнесбурга, а 30 ноября того же года — в нью-йоркский международный аэропорт имени Джона Кеннеди.
В апреле 2009 года начала операционную деятельность дочерняя авиакомпания Arik Niger (код ИАТА Q9), однако уже в феврале следующего года компания была ликвидирована по банкротству.

## Флот

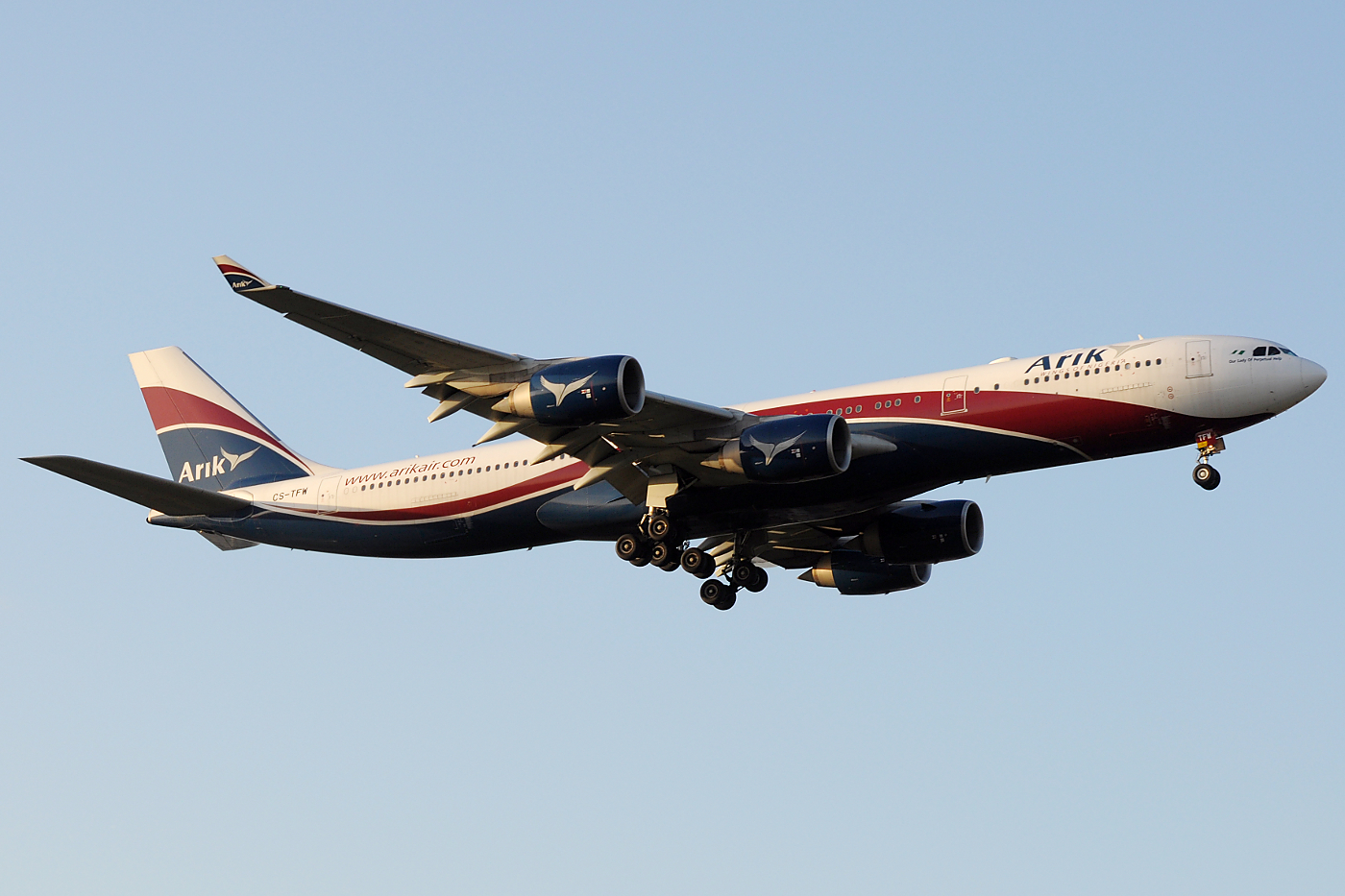
Посадка Airbus A340-500 авиакомпании Arik Air в лондонском аэропорту Хитроу

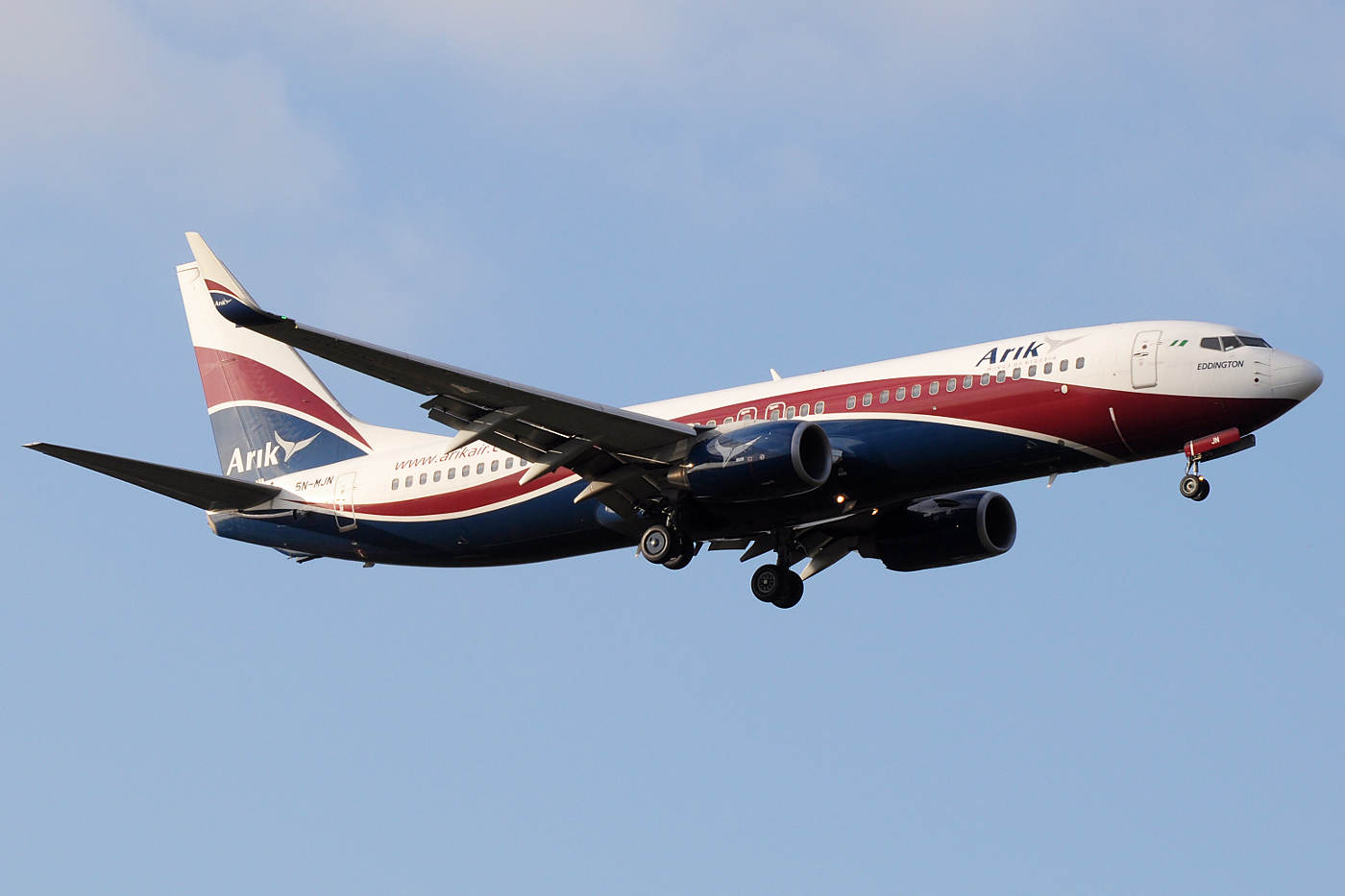
Boeing 737—800 авиакомпании Arik Air

По состоянию на декабрь 2018 года воздушный флот авиакомпании Arik Air составляли следующие самолёты. Средний возраст самолётов составляет 11,1 лет.
В 2007 году Arik Air размещала заказ на пять дальнемагистральных лайнеров Boeing 777-300ER, однако в 2011 году заказ был аннулирован.

## Авиапроисшествия и несчастные случаи
- 31 марта 2010 года. В находившийся на стоянке международного аэропорта Калабар Boeing 737—700 врезался автомобиль «Ауди», прорвавший до этого два кордона службы безопасности аэропорта. Водитель был немедленно задержан, после чего утверждал, что он послан самим Иисусом Христом чтобы покарать грешников. В ходе инцидента никто не пострадал, лайнер прибыл из аэропорта Лагоса и готовился к вылету в Абуджу[17].